# Jacob T. Schwartz

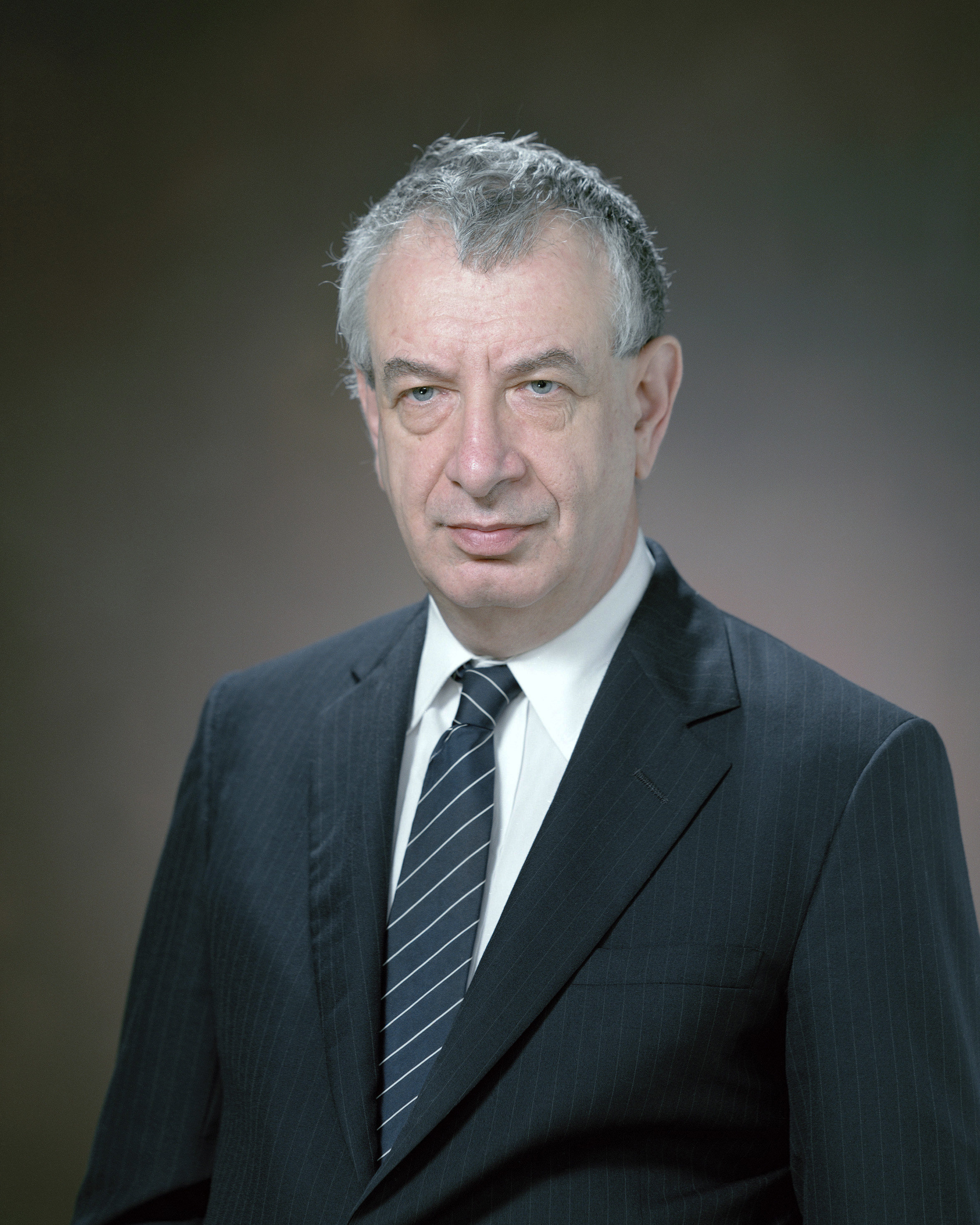
Jacob T. Schwartz (1987)

Jacob Theodore Schwartz, auch Jack Schwartz, (* 9. Januar 1930 in New York City; † 2. März 2009 in Manhattan) war ein US-amerikanischer Mathematiker und Informatiker.

## Leben
Jacob T. Schwartz studierte an der Yale University Mathematik, wurde dort 1952 mit der Dissertation Linear Elliptic Differential Operators bei Nelson Dunford promoviert und im darauf folgenden Jahr zum Assistenzprofessor ernannt. 1957 wechselte er zur New York University, wo er 1958 Professor wurde. 1960 wurde er Sloan Research Fellow.
Schwartz wandte sich auch der Informatik zu. Er engagierte sich in dem damals neuen Gebiet der parallelen Programmierung und widmete sich besonders dem Design der Shared Memory Architektur, woraus unter anderem eine Zusammenarbeit mit IBM hervorging; ferner arbeitet er über Programmiersprachen, Robotik und Multimedia. Sein Forschungsinteresse galt darüber hinaus der Spektraltheorie, Von-Neumann-Algebren (1967 erschien sein Lehrbuch W*-Algebras, ISBN 0-677-00670-5) und der Mathematik der Quantenfeldtheorie.
Schwartz war Mitherausgeber mehrerer Zeitschriften, darunter Communications on Pure and Applied Mathematics, Advances in Applied Mathematics, Journal of Programming Languages, Discrete and Computational Geometry, Computers and Mathematics with Applications und Psychoanalysis and Contemporary Thought .
Zusammen mit Nelson Dunford erhielt er 1981 den renommierten Leroy P. Steele Prize der American Mathematical Society für ihr dreibändiges Werk Linear Operators, das in den Jahren 1958, 1963 und 1971 bei Wiley erschienen ist:
- Dunford, Schwartz: Linear Operators, Part I, General Theory. ISBN 0-471-60848-3.
- Dunford, Schwartz: Linear Operators, Part II, Spectral Theory. ISBN 0-471-60847-5.
- Dunford, Schwartz: Linear Operators, Part III, Spectral Operators. ISBN 0-471-60846-7.

1976 wurde Schwartz in die National Academy of Sciences gewählt, 1984 in die American Academy of Arts and Sciences und 2000 in die National Academy of Engineering. 1984 wurde er Vizepräsident der American Mathematical Society.